# 압록강개발은행
압록강개발은행(鴨綠江開發銀行)은 조선민주주의인민공화국의 은행이다. 단천상업은행의 계열사다.
조선민주주의인민공화국과 이란 사이의 탄도유도탄 거래 등 미사일 판매와 연관된 자금을 조달하는 역할을 맡고 있는 것으로 알려져 있다. 2011년에는 압록강개발은행의 자산총액이 5억 2천 650만 달러 이상, 영업외수익이 약 1천 171만 6천 달러로 조선민주주의인민공화국의 은행 가운데 가장 많은 자산을 가지고 있다고 알려졌다.
2009년 6월 18일 유엔 안전 보장 이사회 결의 제2371호를 근거삼아 미국 재무부는 조선민주주의인민공화국의 은행들이 국제사회에서 차명거래나 금융거래의 시작 위치 은폐, 제3자를 통한 자금 이전 등을 하지 못하도록 미국의 금융기관에 주의 경고령을 내리고 압록강개발은행 등 해외에서 거래를 하고 있는 조선민주주의인민공화국 은행의 명단을 공개했으며, 10월 23일에는 압록강개발은행이 대량살상무기의 확산과 관련이 있다며 압록강개발은행의 미국 내 자산을 동결하고 미국과의 경제적인 거래를 금지시키는 조치를 단행했고, 2010년 8월 3일에는 불법 행위와 관련된 금융 거래를 막고자 압록강개발은행 등을 해외 통제 개인·국가 대상 목록에 올리고 연방 관보에 게재했다. 2012년 5월 2일 유엔 안보리 대북제재위원회는 조선민주주의인민공화국의 은하 3호 발사 이후 회의를 열고 압록강개발은행 등을 제재 대상에 추가했다. 2015년 7월 3일 영국 정부는 압록강개발은행이 조선민주주의인민공화국의 무기 거래에 관여하고 있다며 금융제재 대상으로 지정했다. 2017년에는 SWIFT에서 자발적으로 탈퇴했다.